# Morvedre (barri de València)
El barri de Morvedre és un barri de la ciutat de València que pertany al districte de La Saïdia.
Està situat al centre-nord de la ciutat i limita al sud amb el jardí del Túria, concretament amb els carrers del Cronista Rivelles, de Guadalaviar i del Pla de la Saïdia, que el separen del barri del Carme a la Ciutat Vella, a l'est el carrer d'Almassora el separa del barri de la Trinitat, al nord les vies del tramvia de la línia 4 de Metrovalència (carrers de l'Actor Mora i de Fra Pere Vives) el separen del barri de Sant Antoni, i a l'oest l'avinguda de la Constitució el separa dels barris de Marxalenes i Tormos.
La seua població el 2007 era de 10.535 habitants.

## Nom
El nom de Morvedre li ve donat perquè va nàixer arran del camí de Morvedre, que s'ha identificat sempre com un tram de l'antiga via Augusta romana. Aquest camí ha rebut gran varietat de noms al llarg dels segles, però el de camí de Morvedre va ser-ne un dels més utilitzats, ja que seguint aquest camí s'arribava fins a Sagunt, capital de la comarca del Camp de Morvedre. Morbyter i altres variants de la paraula era l'antiga denominació àrab de la població de Saguntum, i més tard es denominaria Murvedre o Morvedre, denominacions derivades dels muri veteres ('murs vells', 'murs veterans').
A les voreres d'aquest camí, va començar a créixer un raval que va ser l'origen del barri i va ser conegut també com a raval dels Serrans per estar just al nord del pont dels Serrans sobre el riu Túria.

## Elements importants

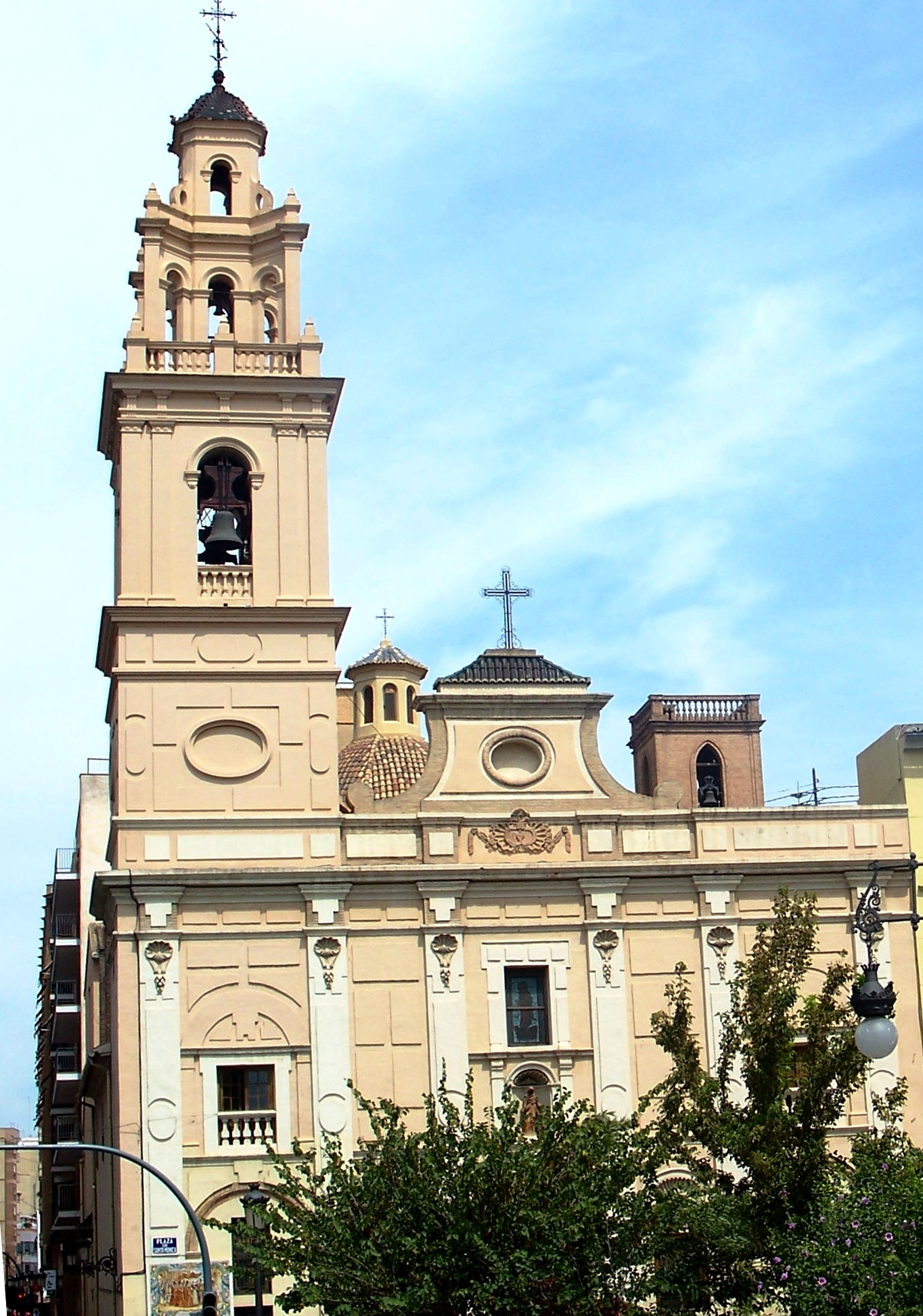
Església de Santa Mònica

A les proximitats del carrer de Ruaya, han sigut descobertes unes ruïnes ibèriques d'època preromana, és a dir, anterior a la fundació romana de la ciutat, l'any 138 aC.
El pont dels Serrans del segle XVI (el segon més antic de València) comunica el barri amb El Carme a la Ciutat Vella.
A l'inici del carrer de la Visitació, trobem un arc que era el portal (o portalet) d'entrada a un vell molí fariner conegut com el molí de la Torreta, propietat dels comtes de Ròtova, ja desaparegut, que va existir proper al barri de Les Tendetes. L'arc de rajola roja va ser instal·lat ací a la dècada dels 60 del segle xx com a record històric després de ser demolit el molí.
Just al principi del carrer de Sagunt, es va fundar l'any 1603 un convent de l'orde dels Agustins Descalços sota l'advocació a santa Mònica, l'església del qual es va construir entre 1662 i 1691. Al seu interior, es troba la columna on, segons la tradició, va ser lligat sant Vicent Màrtir quan el portaren des de Saragossa per ser martiritzat a València. Actualment, l'església de Santa Mònica es manté al mateix lloc, i on es trobava el vell convent es va edificar a principis del segle xx la casa asil de les Germanetes dels Ancians Desemparats.
Vora riu està l'estació de Santa Mònica o estació del Pont de Fusta, una antiga estació terminal del trenet de València construïda el 1892 que, en l'actualitat, ha sigut substituïda per l'estació del Pont de Fusta de la línia 4 del tramvia de Metrovalència, mentre que l'edifici acull la seu de la policia de la Generalitat Valenciana.
A l'alçada de l'encreuament entre el carrer de Sagunt i les vies del tramvia, estava situat el convent de Sant Julià, monestir de religioses agustines. Se'n té constància des de 1431 i es creu que va poder ser edificat damunt una antiga mesquita musulmana. Va ser derrocat el 1944, després d'estar uns anys en estat ruïnós a causa d'un incendi durant la Guerra Civil espanyola.

## Transports
Disposa de dues estacions de la línia 4 del tramvia de Metrovalència: l'estació de Pont de Fusta i l'estació de Sagunt.